# Bathylaimus paralongisetosus
Bathylaimus paralongisetosus är en rundmaskart som beskrevs av Stekhoven och De Coninck 1933. Bathylaimus paralongisetosus ingår i släktet Bathylaimus och familjen Tripyloididae. Arten är reproducerande i Sverige. Inga underarter finns listade i Catalogue of Life.